# Hate Me
Hate Me is een nummer van de Amerikaanse rockband Blue October uit 2006. Het is de eerste single van hun vierde studioalbum Foiled.
Blue October-zanger Justin Furstenfeld schreef "Hate Me" als een reactie op de manier waarop zijn drugsverslaving en depressies de relatie met zijn vriendin beschadigden. Het nummer werd enkel een hit in de Verenigde Staten, waar het de 31 positie haalde in de Billboard Hot 100.